# Дамаскус (Арканзас)
Дамаскус (англ. Damascus) — місто (англ. town) в США, в округах Ван-Бюрен і Фолкнер штату Арканзас. Населення — 382 особи (2010).

## Географія
Дамаскус розташований на висоті 212 метрів над рівнем моря за координатами 35°22′2″ пн. ш. 92°24′38″ зх. д. / 35.36722° пн. ш. 92.41056° зх. д. (35.367114, -92.410453). За даними Бюро перепису населення США в 2010 році місто мало площу 5,02 км², уся площа — суходіл.

## Демографія
Згідно з переписом 2010 року, у місті мешкали 382 особи в 154 домогосподарствах у складі 105 родин. Густота населення становила 76 осіб/км². Було 185 помешкань (37/км²).
Расовий склад населення:
| - 97,6 % — білих - 1,0 % — корінних американців |

До двох чи більше рас належало 1,3 %. Іспаномовні складали 1,0 % від усіх жителів.
За віковим діапазоном населення розподілялося таким чином: 24,1 % — особи молодші 18 років, 60,5 % — особи у віці 18—64 років, 15,4 % — особи у віці 65 років та старші. Медіана віку мешканця становила 34,3 року. На 100 осіб жіночої статі у місті припадало 103,2 чоловіків; на 100 жінок у віці від 18 років та старших — 95,9 чоловіків також старших 18 років.
Середній дохід на одне домашнє господарство становив 60 261 долар США (медіана — 43 875), а середній дохід на одну сім'ю — 70 351 долар (медіана — 63 125). Медіана доходів становила 45 000 доларів для чоловіків та 35 694 долари для жінок. За межею бідності перебувало 13,5 % осіб, у тому числі 11,7 % дітей у віці до 18 років та 14,0 % осіб у віці 65 років та старших.
Цивільне працевлаштоване населення становило 200 осіб. Основні галузі зайнятості: роздрібна торгівля — 15,5 %, сільське господарство, лісництво, риболовля — 15,5 %, освіта, охорона здоров'я та соціальна допомога — 13,5 %.
За даними перепису населення 2000 року в Дамаскусі мешкало 306 осіб, 90 сімей, налічувалося 137 домашніх господарств і 157 житлових будинків. Середня густота населення становила близько 61,2 осіб на один квадратний кілометр. Расовий склад Дамаскуса за даними перепису розподілився таким чином: 97,71 % білих, 0,98 % — чорних або афроамериканців, 0,33 % — корінних американців, 0,98 % — представників змішаних рас. Іспаномовні склали 1,31 % від усіх жителів міста.
З 137 домашніх господарств в 26,3 % — виховували дітей віком до 18 років, 53,3 % представляли собою подружні пари, які спільно проживали, в 7,3 % сімей жінки проживали без чоловіків, 34,3 % не мали сімей. 30,7 % від загального числа сімей на момент перепису жили самостійно, при цьому 19,0 % склали самотні літні люди у віці 65 років та старше. Середній розмір домашнього господарства склав 2,23 особи, а середній розмір родини — 2,81 особи.
Населення міста за віковим діапазоном за даними перепису 2000 року розподілилося таким чином: 21,2 % — жителі молодше 18 років, 5,9 % — між 18 і 24 роками, 25,2 % — від 25 до 44 років, 21,9 % — від 45 до 64 років і 25,8 % — у віці 65 років та старше. Середній вік мешканця склав 44 роки. На кожні 100 жінок в Дамаскусі припадало 96,2 чоловіків, у віці від 18 років та старше — 88,3 чоловіків також старше 18 років.
Середній дохід на одне домашнє господарство в місті склав 28 977 доларів США, а середній дохід на одну сім'ю — 38 750 доларів. При цьому чоловіки мали середній дохід в 28 214 доларів США на рік проти 16 458 доларів середньорічного доходу у жінок. Дохід на душу населення в місті склав 18 342 долари на рік. 1,3 % від усього числа сімей в окрузі і 8,0 % від усієї чисельності населення перебувало на момент перепису населення за межею бідності, при цьому 22,2 % з них перебували у віці 65 років та старше.